# Стражилово (часопис)
Стражилово: лист за забаву, поуку и уметност је био књижевни часопис који је, са прекидима, излазио од 1885. до 1894. у Новом Саду.

## Историјат
Излазио је једном недељно (сваког четвртка, а од броја 1. за 1892. годину сваке недеље). Власник и уредник био је Јован Грчић, књижевник и професор Српске православне велике гимназије.
Часопис је престао да излази 1888. године када је дошло до фузије Стражилова и Јавора, а после три године, 1892. поново је покренут. Угашен је 1894. због слабог одзива претплатника.
Дружину око Стражилова чинили су: Јован Грчић, Ђорђе Магарашевић, Ђорђе Дера, Милан Савић, Милан Јовановић и Стеван Милованов.
Од значајнијих сарадника свакако треба споменути Илариона Руварца, Лазу Костића, Љубомира П. Ненадовића, Бранислава Нушића, Ксавера Шандора Ђалског, Јанка Веселиновића, Марка Цара, Милана Решетара и др.
У рубрици „Листићи”, (касније рубрици „Ковчежић”) излазио је преглед периодичне српске и хрватске књижевности.
Лист је прво штампан у „Штампарији др Павловића и Јоцића” у Новом Саду, потом у „Српској манастирској штампарији” у Сремским Карловцима, и напослетку у „Српској штампарији др Светозара Милетића” у Новом Саду.